# Billet drapeau

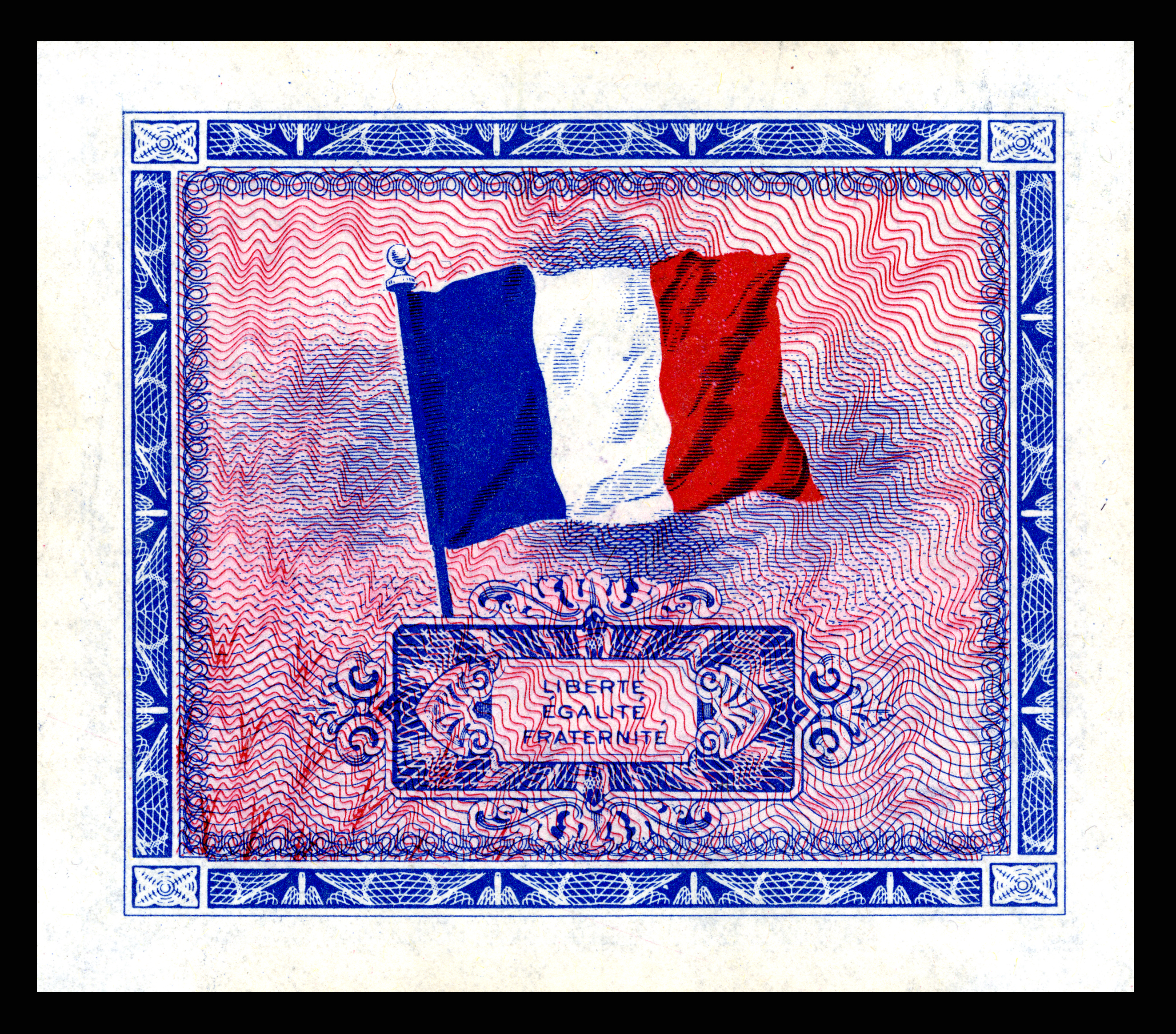
Verso d'un billet de 5 anciens francs français type 1944 complémentaires.

Un billet drapeau est un billet de banque français fabriqué aux États-Unis durant la Seconde Guerre mondiale en vue de remplacer, après le débarquement allié et la libération de la France, ceux fabriqués sous l’Occupation allemande. Refusé par de Gaulle et le Gouvernement provisoire de la République française, il circula peu de juin à fin août 1944 en Normandie.
Le terme « billet drapeau » vient de la présence du drapeau français au verso de plusieurs de ces billets.

## Historique

### Les intentions des Alliés
À l'approche du débarquement du 6 juin 1944 sur les côtes françaises, le gouvernement américain, qui a jusqu'ici refusé de reconnaître le CFLN présidé par le général de Gaulle comme le gouvernement français, décide d'émettre des billets de banque pour remplacer les billets français émis durant l'Occupation. Les billets français seront échangés contre les billets drapeau. Cet échange de billets doit au passage permettre d'éliminer les billets accumulés en quantité importante par les trafiquants du marché noir. Ces projets monétaires accompagnent le projet politique des Alliés, qui est l'instauration d'une administration militaire de la France libérée, l'AMGOT.
Dans ses Mémoires de guerre, De Gaulle évoque cette affaire : « Les troupes et les services qui s'apprêtent à débarquer sont munis d'une monnaie soi-disant française, fabriquée à l'étranger, que le Gouvernement de la République ne reconnaît absolument pas ».

### Fabrication
Les billets sont imprimés de février à mai 1944 par le Bureau de la gravure et de l'impression américain (Bureau of Engraving and Printing), qui est normalement chargé d'imprimer les dollars américains et les autres documents officiels du gouvernement fédéral.

### Circulation dans la France libérée
Deux jours après le débarquement du 6 juin, le Gouvernement provisoire de la République française adresse une sévère mise en garde aux deux gouvernements concernés, disant qu'« il ne reconnaît aucune valeur légale aux vignettes qui ont été mises en circulation sans son avis ».
Après une période de flottement, bien que l'AMGOT ne soit pas mis en pratique, le Commissaire de la République François Coulet, présent en Normandie dès le 14 juin, est tout de même confronté à une circulation de monnaie alliée, d'ailleurs mal accueillie par la population. Il recommande aux banques de l'accepter et de ne pas la remettre en circulation. Puis, dès le 27 juin 1944, le général de Gaulle décide l'interdiction de la circulation des billets drapeau, dès son installation au pouvoir au sein du Gouvernement provisoire de la République française. D'autre part, ils entraient en compétition avec les billets du Trésor imprimés à Londres.
La population normande chercha à utiliser les billets drapeau le plus rapidement possible, par exemple, en s'en servant pour payer les impôts (la perception de Bayeux allait encaisser 55 000 francs AMGOT sur 130 000 francs d’impôts collectés)[réf. nécessaire]. 
Si la circulation et l’usage de ces « vignettes » ne dura que jusqu'à la fin août 1944, elles ne furent définitivement démonétisées qu’à la fin de 1947.

## Caractéristiques
Ces billets ne comportent aucune mention de l'institut d'émission. Seul le pays où les billets avaient cours est indiqué sans mention du régime politique, mais avec cependant la devise républicaine Liberté, Égalité, Fraternité sur le verso.
Étant fabriqués aux États-Unis, c'est le papier, l'encre, la matière, la présentation et le format des dollars américains qui servirent de référence.
Le format des billets de 2, 5 et 10 francs est celui d'un dollar coupé en deux.

## Types de billet
En février 2002, après adoption de l'eurosystème par la France, la direction de la communication de la Banque de France publie la note d'information no 123 concernant l'échange des billets et des pièces en francs français contre euros. L'échange avec les billets drapeau était alors possible jusqu'au 1er janvier 2004 pour les types de billet « complémentaires » et avec « mention France au verso » uniquement. Les types de billet « avec drapeau » n'étaient échangeables que jusqu'au 15 juin 1945. 

### Complémentaires (1944)
- Billet de 2 anciens francs français type 1944 complémentaires ;
- Billet de 5 anciens francs français type 1944 complémentaires ;
- Billet de 10 anciens francs français type 1944 complémentaires.

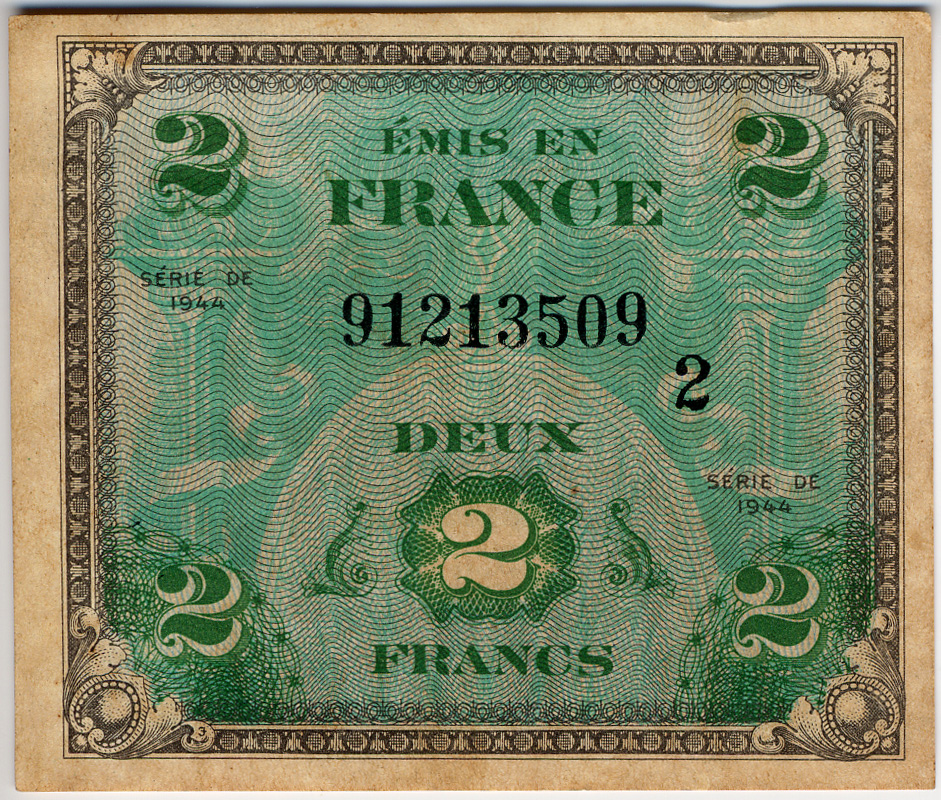
Billet de 2 anciens francs français type 1944 complémentaires (recto).
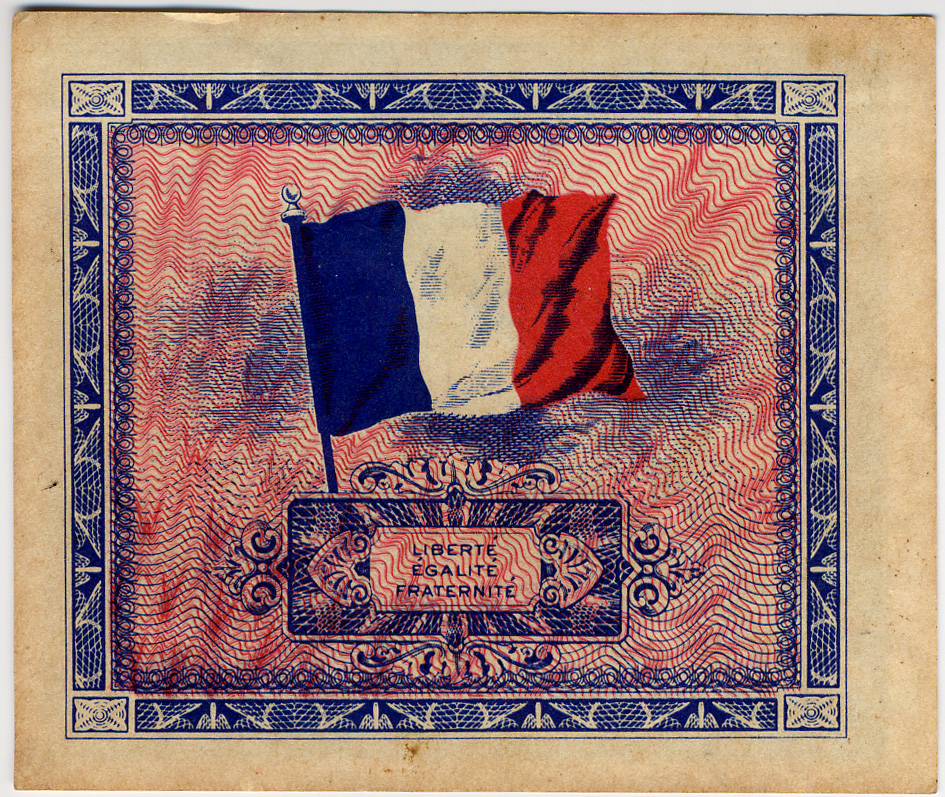
Billet de 2 anciens francs français type 1944 complémentaires (verso).
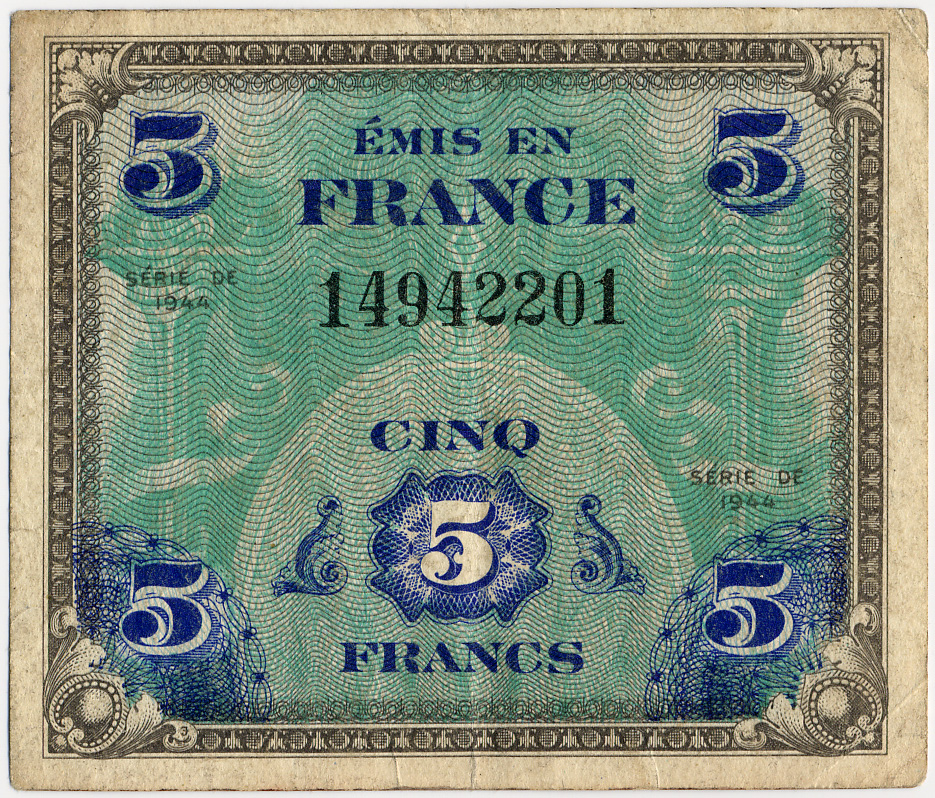
Billet de 5 anciens francs français type 1944 complémentaires (recto).
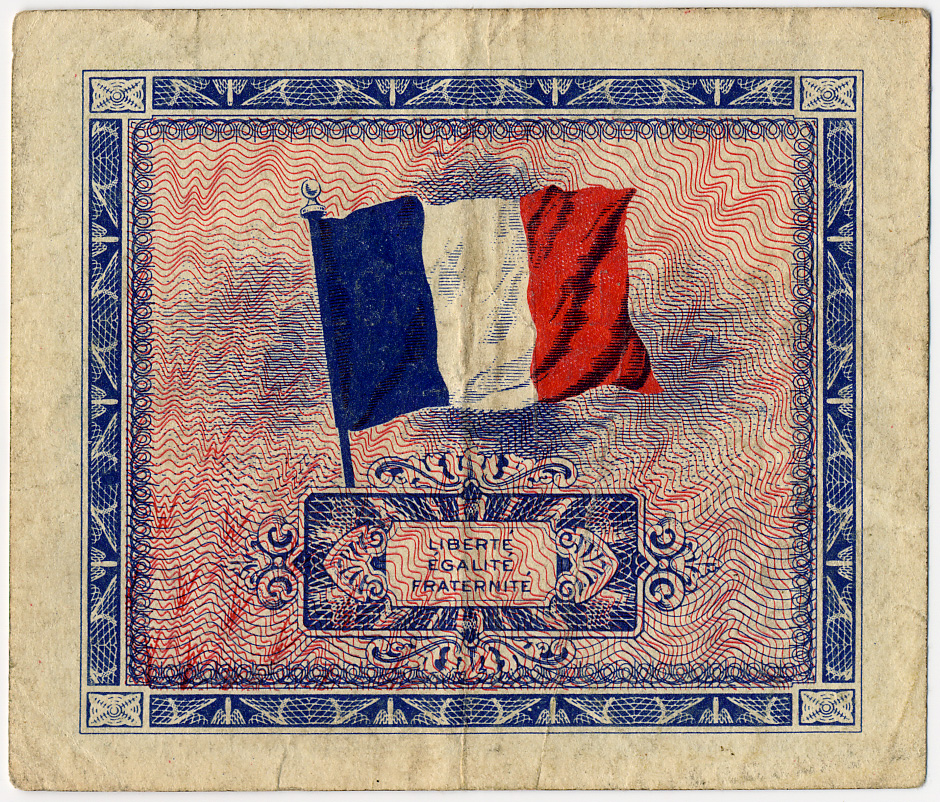
Billet de 5 anciens francs français type 1944 complémentaires (verso).
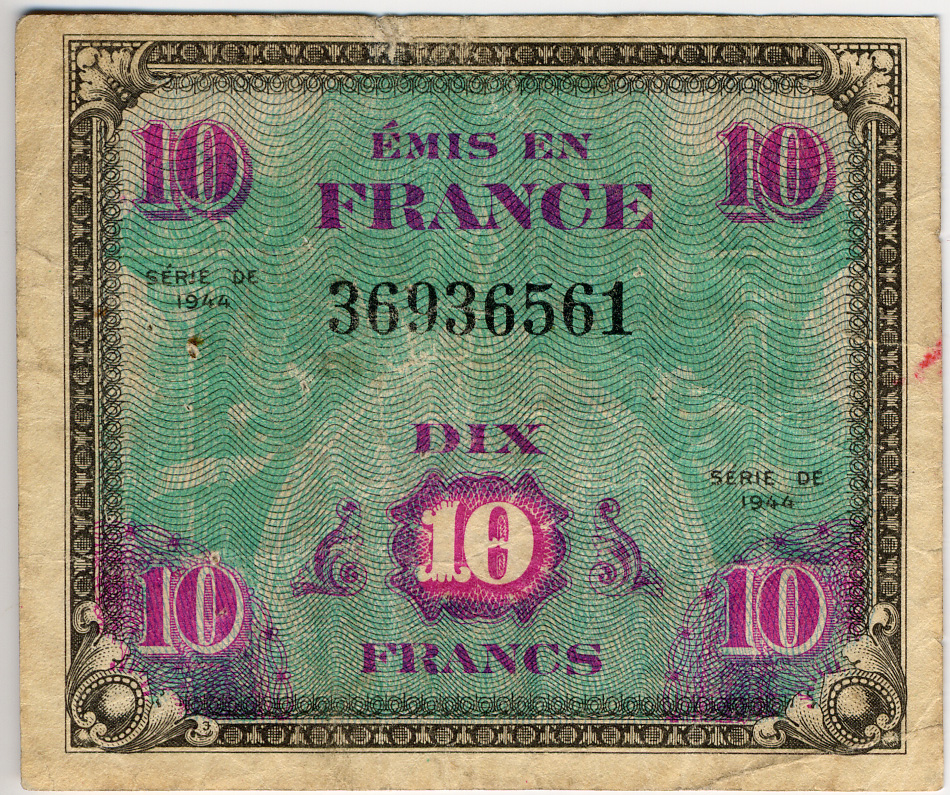
Billet de 10 anciens francs français type 1944 complémentaires (recto).
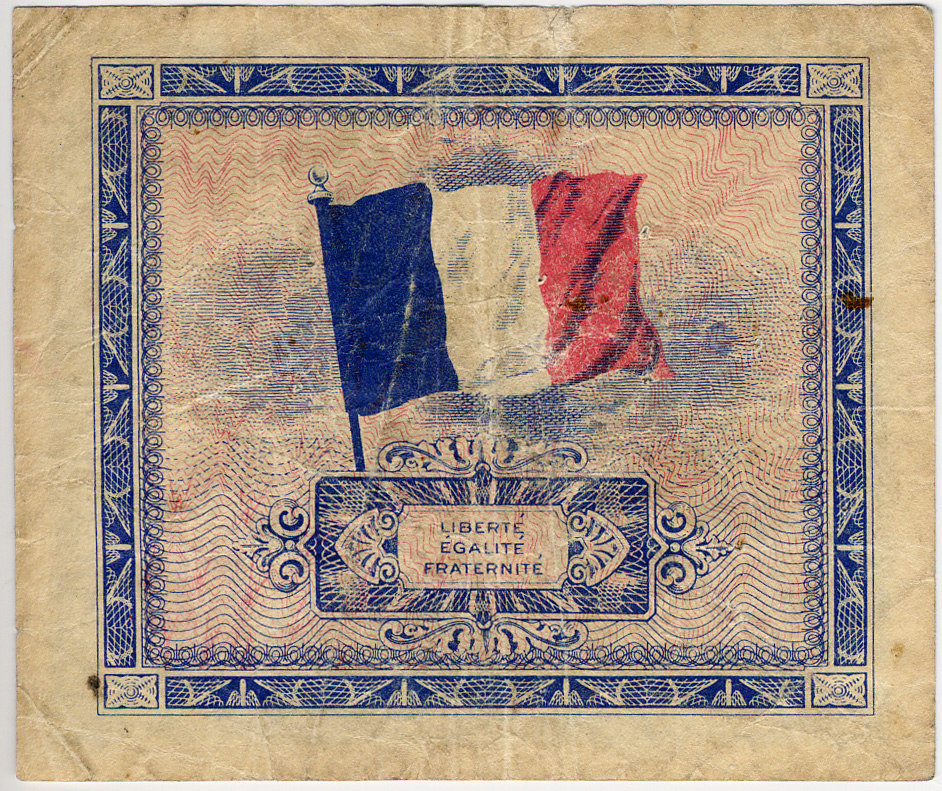
Billet de 10 anciens francs français type 1944 complémentaires (verso).

### Avec mention «France» (1944)
- Billet de 50 anciens francs français type 1944 américain avec mention « France » au verso ;
- Billet de 100 anciens francs français type 1944 américain avec mention « France » au verso ;
- Billet de 500 anciens francs français type 1944 américain avec mention « France » au verso (ce type est très rare) ;
- Billet de 1 000 anciens francs français type 1944 américain avec mention « France » au verso ;
- Billet de 5 000 anciens francs français type 1944 américain avec mention « France » au verso (ce type est extrêmement rare et ne se rencontre presque jamais, uniquement en SPECIMEN).

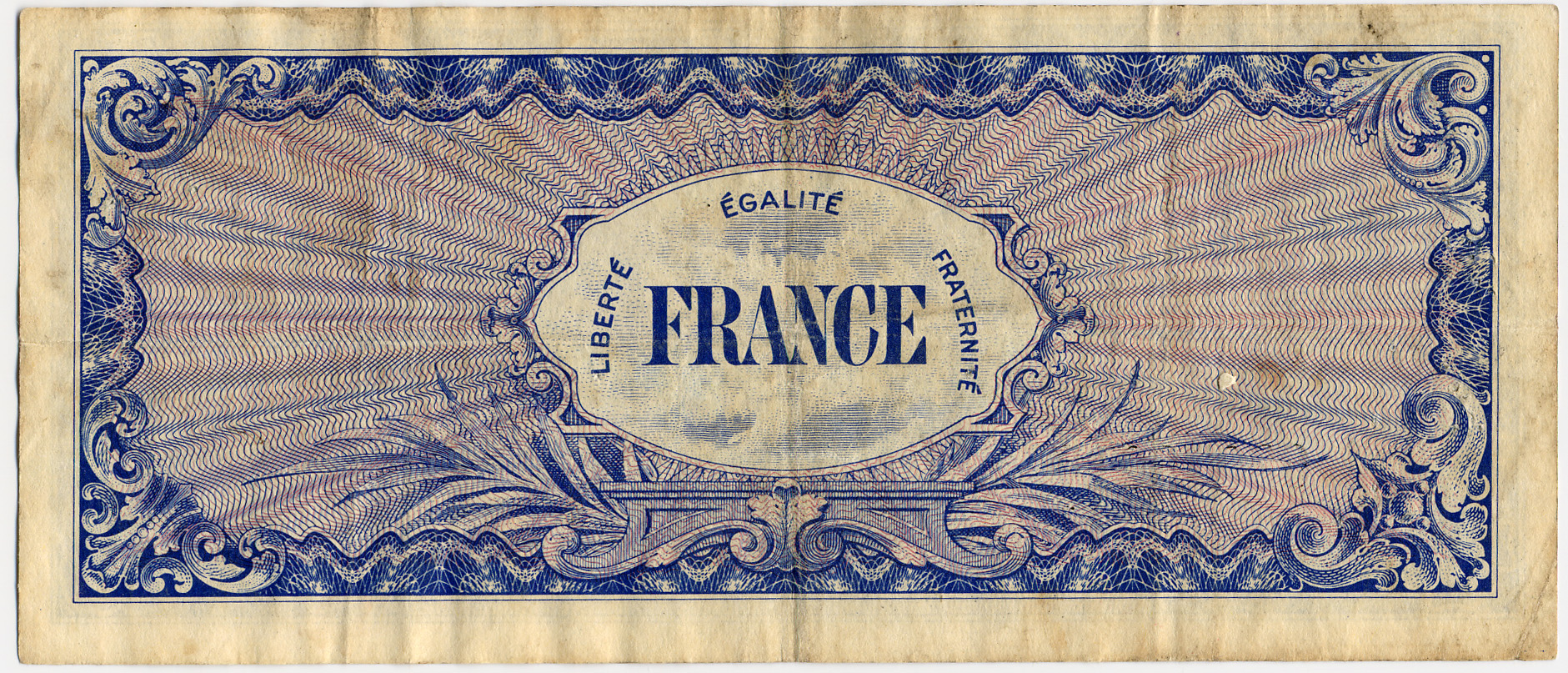
Billet de 100 anciens francs français type 1944 américain avec mention « France » au verso (verso).

### Avec drapeau (1944-1945)
- Billet de 50 anciens francs français type 1944 américain avec drapeau au verso ;
- Billet de 100 anciens francs français type 1944 américain avec drapeau au verso ;
- Billet de 500 anciens francs français type 1944 américain avec drapeau au verso ;
- Billet de 1 000 anciens francs français type 1944 américain avec drapeau au verso (ce type est très rare) ;
- Billet de 5 000 anciens francs français type 1944 américain avec drapeau au verso (ce type est extrêmement rare et ne se rencontre presque jamais, uniquement en SPECIMEN).

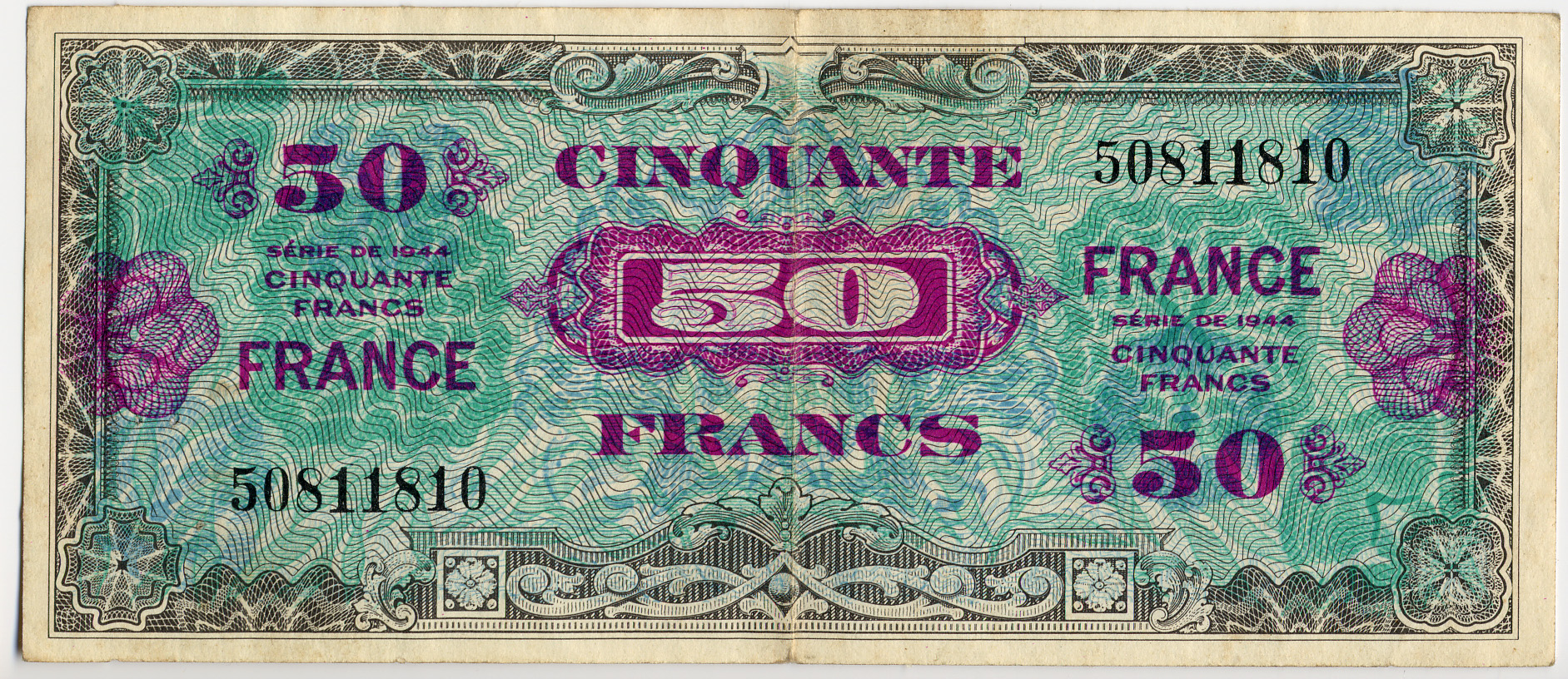
Billet de 50 anciens francs français type 1944 américain avec drapeau au verso (recto).
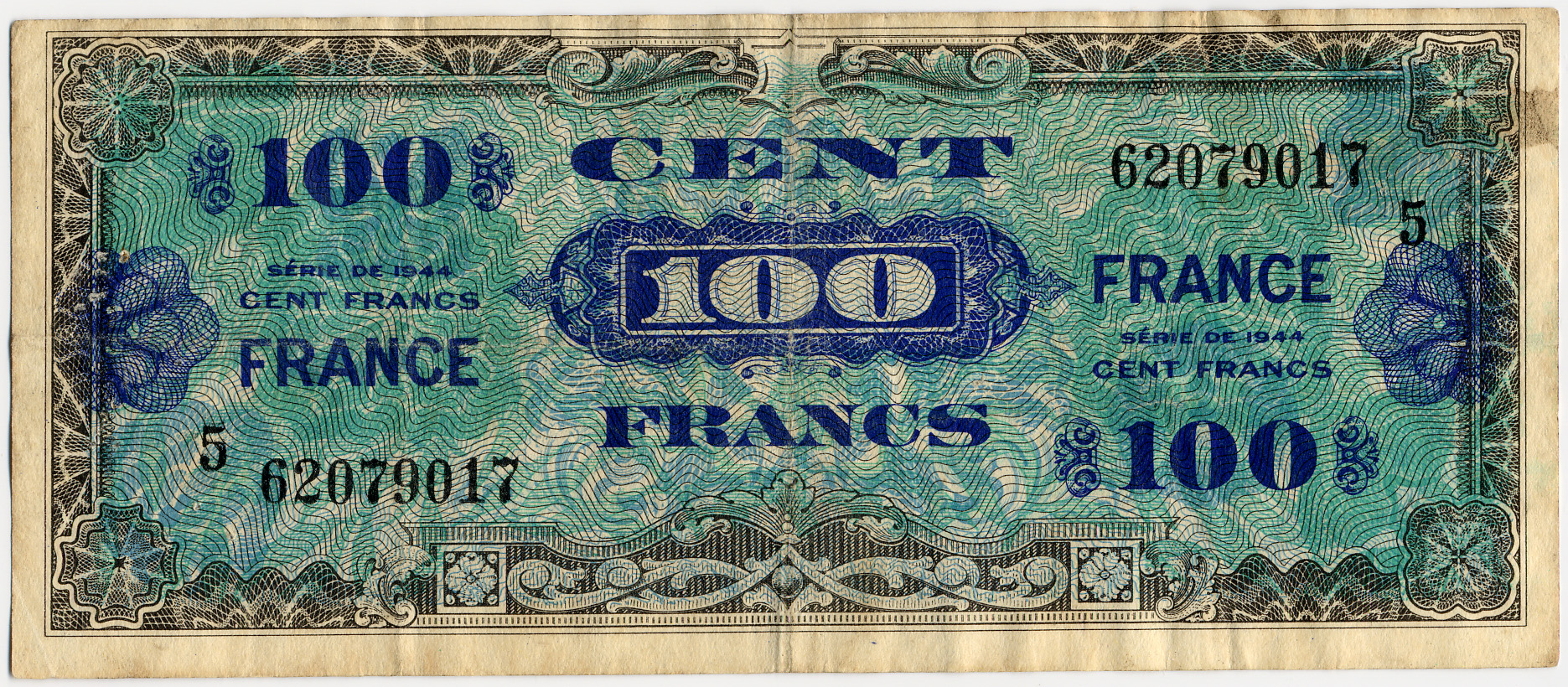
Billet de 100 anciens francs français type 1944 américain avec drapeau au verso (recto).
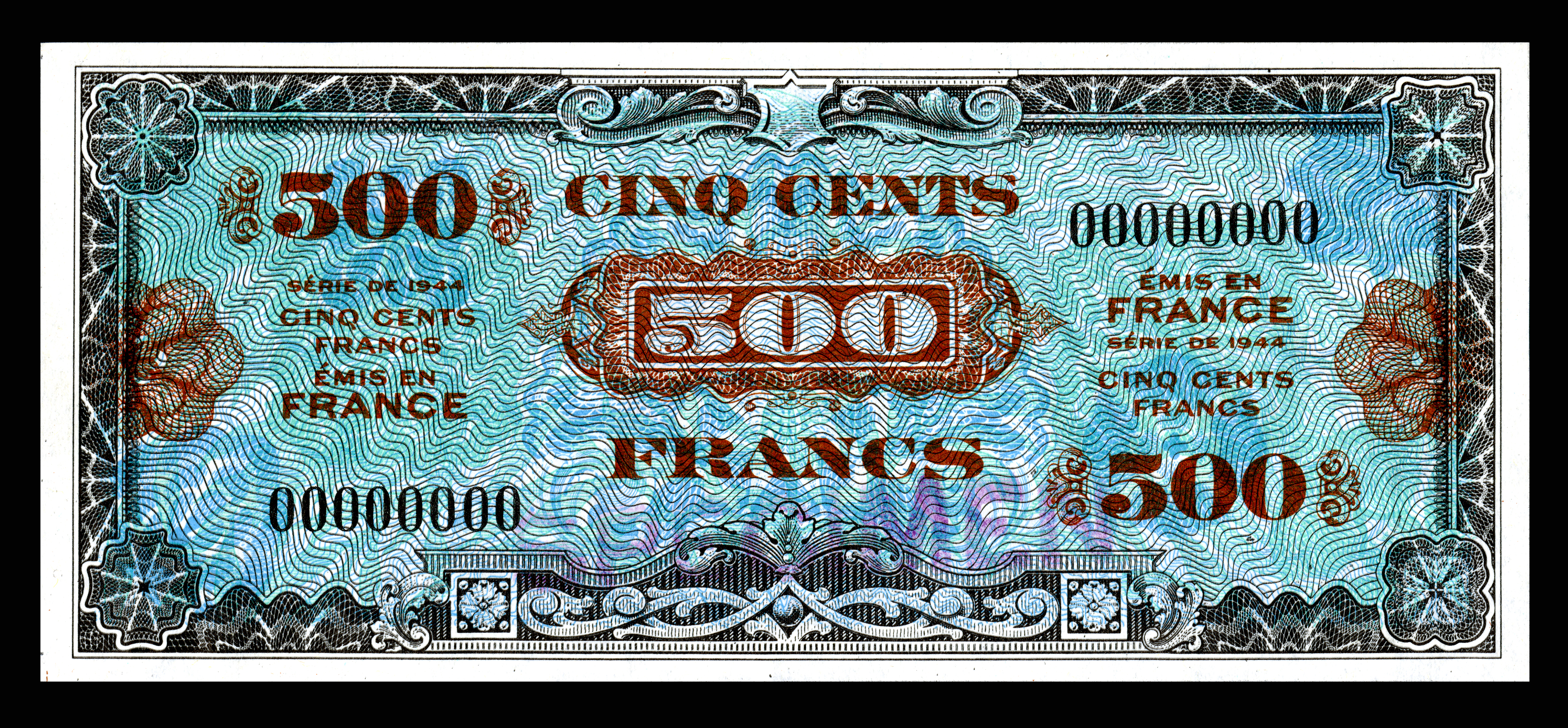
Billet de 500 anciens francs français type 1944 américain avec drapeau au verso (recto).
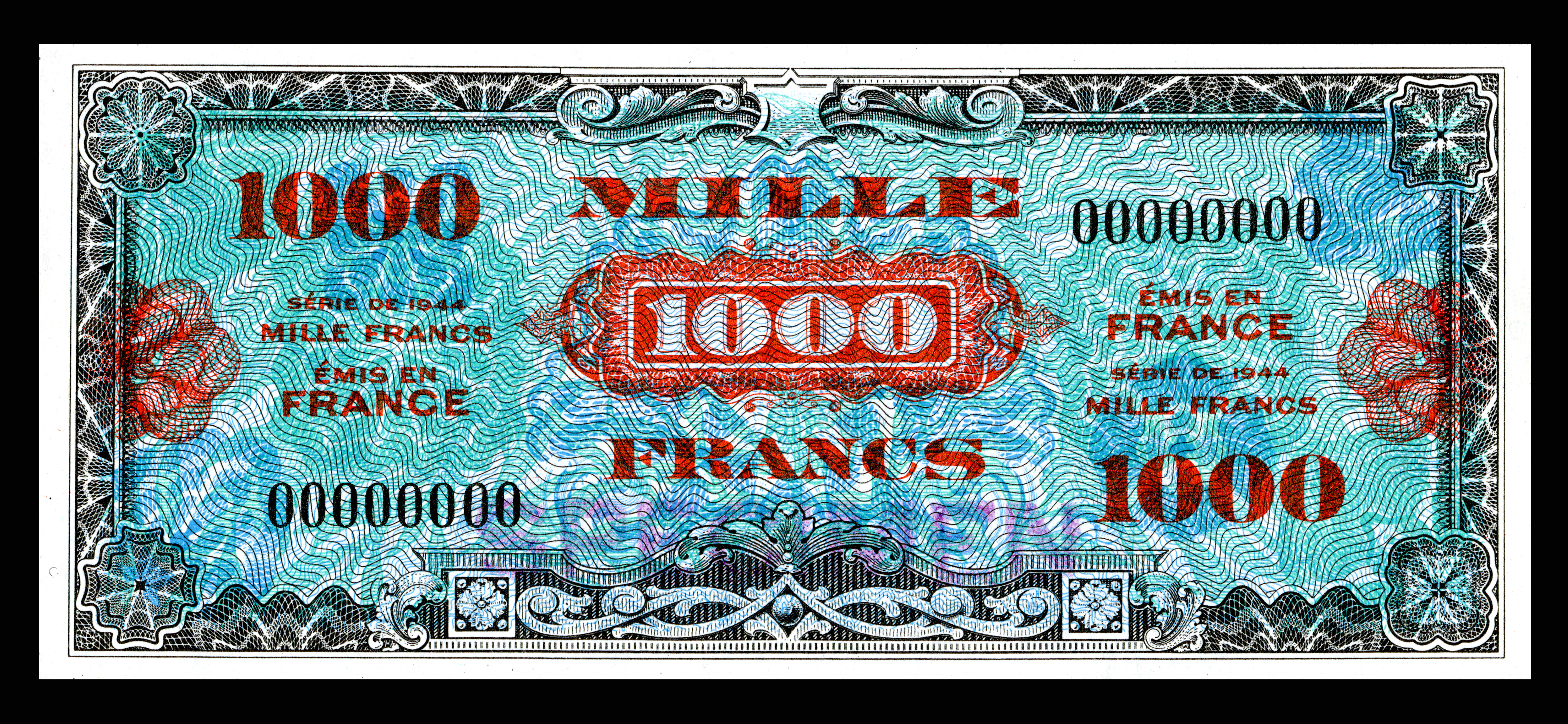
Billet de 1 000 anciens francs français type 1944 américain avec drapeau au verso (recto).
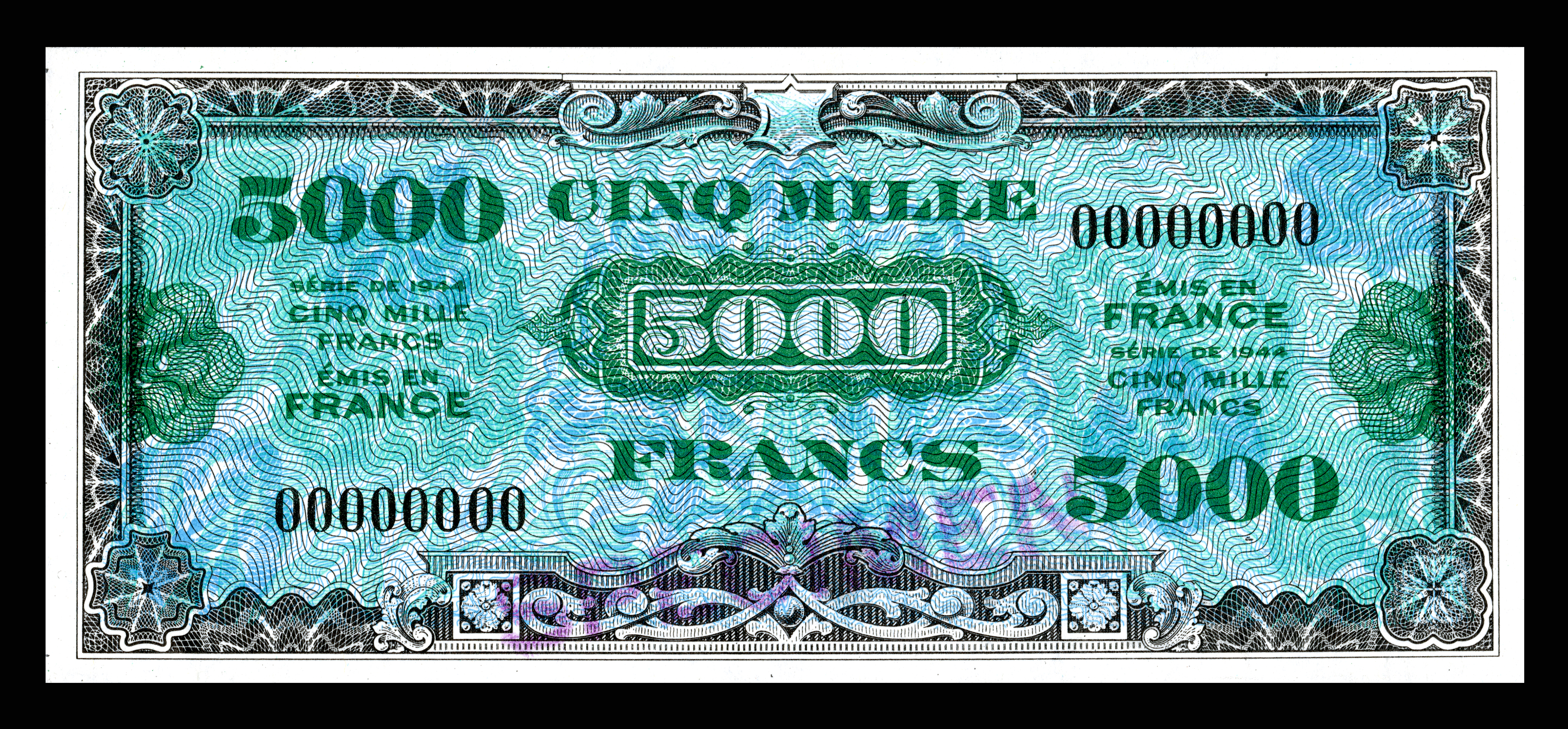
Billet de 5 000 anciens francs français type 1944 américain avec drapeau au verso (recto).
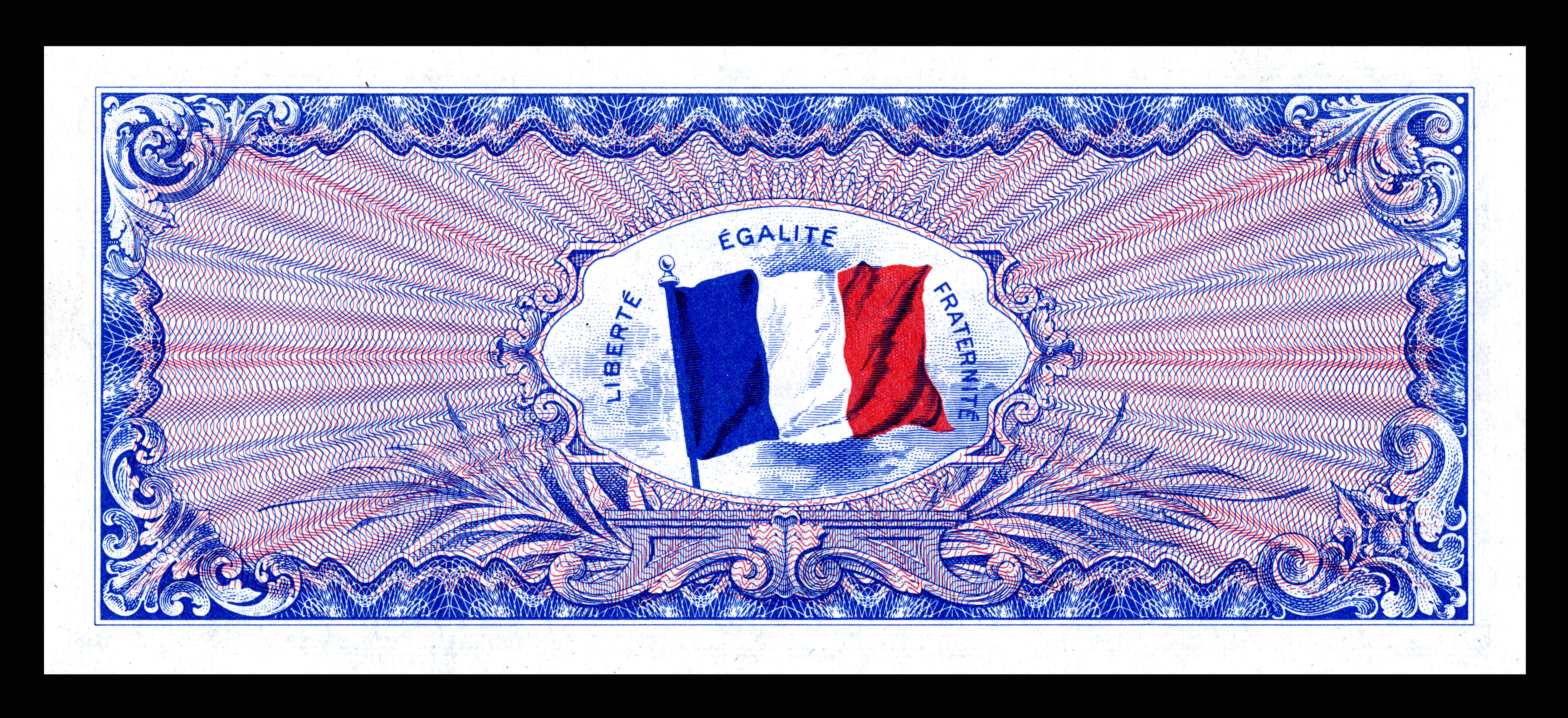
Verso des billets de 50, 100, 500, 1 000, et 5 000 francs (1944).